# Semenejkara
Anjjeperura Semenejkara, o Semenejkara, fue el más breve y enigmático faraón de la dinastía XVIII de Egipto, gobernando de c. 1338/6 a 1336/5 a. C.
Parece ser que su nombre de coronación fue Anj-Jeperu-Ra, y su nombre de nacimiento Se-Men-Ej-Ka-Ra Dyeser-Jeperu, pero hay tantos datos confusos que quizás estemos ante una de las equivocaciones más grandes de la historia de la arqueología y lo estén confundiendo con uno, o incluso con más personajes, del difícil y más original periodo de la historia de Egipto: la época de Amarna.

## Sobre su identidad
Semenejkara aparece a finales del reinado de Ajenatón (Amenhotep IV/Akenatón), convertido en corregente de este rey y siendo su sucesor durante un breve e indeterminado período.
Semenejkara fue un hijo del rey Amenhotep III y de la Gran Esposa Reale Tiy. Era, por tanto, hermano de Aj-en-Aton (Akenaton) y medio hermano de Tut-Anj-Amon (Tutankamon). A él pertenecería el cuerpo hallado en la famosa tumba KV55, la tumba egipcia que más ríos de tinta ha hecho correr (aparte de la de Tutankamón), cuya momia tiene la misma complexión y tipo de sangre que la de este último.
Actualmente, después de los estudios de ADN realizados a las momias del final de la dinastía XVIII y las publicaciones posteriormente aparecidas en relación con ellos, parece muy verosímil que se trataría de un hermano, o medio hermano de Tut-Anj-Amon y, por tanto, hijo de Amen-Hotep III. En modo alguno puede ser identificado con Nefert-Ity, o con Zennanza, el príncipe hitita enviado a Egipto para desposarse con una desconocida Reina viuda. Por otra parte, la mayor parte de los especialistas han optado desde hace largo tiempo por identificar a la momia KV55 con Se-Menej-Ka-Ra. La identificación de la momia encontrada en la tumba KV 55. Los análisis de sangre realizados hace unos cuarenta años habían demostrado que el personaje enterrado en esta tumba fue un joven de 20 a 25 años con los mismos grupos sanguíneos (A2-MN) que Tut-Anj-Amon. Si la edad que le fue asignada es realmente la suya, es seguro que él fue el hermano mayor de Tut-Anj-Amon, y no su padre….’.
La estela de la corregencia se encontró en Tell el-Amarna y presentaba tres figuras con sus nombres: Akenatón, Nefertiti, y la princesa Merytaten la joven. Un estudio más a fondo ha obligado a cambiar los nombres: Nefertiti se ha substituido por Anjjeperure Neferneferuaton, y el de Merytaten por el de Anjesenpaaten; pero esto no permite asegurar, ni mucho menos, nada definitivo sobre una eventual corregencia de Nefertiti bajo el nombre de Semenejkara (el nombre de trono del cual recordamos que fue Anjjeperura).
Uno de los datos a favor de que Semenejkara fuera varón era que tenía su Gran Esposa Real, que era la primogénita del rey, Meritatón, heredera legítima del trono a falta de varones, hija de Nefertiti, nacida cuando estaba casada con Akenatón, pero antes de ser nombrada "Gran Esposa Real". No tendría mucho sentido que madre e hija se casaran ritualmente pero, dado que todas las reinas-faraones anteriores a Nefertiti habían sido de linaje real y no habían necesitado legitimar su función, quizás este matrimonio simbólico fuera hecho para justificar el ascenso de Nefertiti, que no era hija de faraones, al trono.

El lugar de heredera femenina fue ocupado por su hermana Anjesenpaten, que se casó (o estaba casada) con el joven Tutankamón. 
También se ha querido ver una clara relación afectiva entre Ajenatón y su corregente. Ideas de una posible bisexualidad del rey no tendrían ningún sentido si se demostrase que Semenejkara no era más que la "esposa" por excelencia del rey; de ahí el título último de Semenejkara: Amado de Akenatón.
Se ignora cuál fue la postura de Semenejkara en cuanto a la difícil situación que atravesaba el país: Akenatón había prohibido, e incluso condenado, el culto a cualquier dios que no fuera Atón o al menos Ra, las fronteras estaban debilitándose a pasos agigantados, los hititas amenazaban conquistar el territorio egipcio, la pobreza aumentaba... Quizás sea una pista que el nombre de Semenejkara no incluyese el nombre de Atón sino el de Ra, y que el corregente, viendo que la situación había ido muy lejos, se plantease devolver las aguas a su cauce.
Parece ser que cuando murió Akenatón hubo un tiempo en el que Semenejkara reinó en solitario. Se ha pensado que llegó incluso a mantener conversaciones con el clero de Amón. En su tercer año de corregencia, Semenejkara escribió a un sacerdote de Amón de Tebas sugiriendo que no querría ser enterrado en Amarna sino en el Valle de los Reyes. Es muy probable que no tuviese fe en la creencia de su probable padre Akenaton y es posible que hasta se plantease dejar para siempre el sueño de Akenatón y regresar con toda la corte a Tebas. Sea como fuere, el reinado de Semenejkara fue muy breve y aproximadamente en un año y medio había desaparecido por completo de la historia y con él, la gran esposa real Meritatón. Había un nuevo rey, el niño Tutankamón, que sería el hijo de Ajenatón y de su hermana The Younger Lady.
Los seguidores de la teoría de Nefertiti-Semenejkara han querido ver en la falta de datos sobre el reinado del fantasmal corregente el eco de una gravísima traición, conocida como el caso de Dahamunzu, según el cual Nefertiti habría pedido en matrimonio a un príncipe hitita siendo, tras ser descubierta, eliminada. 

## Titulatura
| Titulatura | Jeroglífico | Transliteración (transcripción) - traducción - (referencias) |

| N5 | S34 | L1 | Z2s |

| N5 | S34 | L1 | Z2s |

| N5 | S34 | L1 | Z2s |

| N5 | S34 | L1 | Z2s |

| N5 | S34 | L1 | Z2s |

| N5 | S34 | L1 | Z2s |

| N5 | S34 | L1 | Z2s |

| N5 | S34 | L1 | Z2s |

| N5 | S34 | L1 | Z2s |

| N5 | S34 | L1 | Z2s |

| N5 | S34 | L1 | Z2s |

| N5 | S34 | L1 | Z2s |

| N5 | S34 | L1 | Z2s |

| N5 | S34 | L1 | Z2s |

| N5 | S34 | L1 | Z2s |

| N5 | S34 | L1 | Z2s |

| N5 | S34 | L1 | Z3 | N36 · N5 | wa · n |

| N5 | S34 | L1 | Z3 | N36 · N5 | wa · n |

| N5 | S34 | L1 | Z3 | N36 · N5 | wa · n |

| N5 | S34 | L1 | Z3 | N36 · N5 | wa · n |

| N5 | S34 | L1 | Z3 | N36 · N5 | wa · n |

| N5 | S34 | L1 | Z3 | N36 · N5 | wa · n |

| N5 | S34 | L1 | Z3 | N36 · N5 | wa · n |

| N5 | S34 | L1 | Z3 | N36 · N5 | wa · n |

| N5 | S34 | L1 | Z3 | N36 · N5 | wa · n |

| N5 | S34 | L1 | Z3 | N36 · N5 | wa · n |

| N5 | S34 | L1 | Z3 | N36 · N5 | wa · n |

| N5 | S34 | L1 | Z3 | N36 · N5 | wa · n |

| N5 | S34 | L1 | Z3 | N36 · N5 | wa · n |

| N5 | S34 | L1 | Z3 | N36 · N5 | wa · n |

| N5 | S34 | L1 | Z3 | N36 · N5 | wa · n |

| N5 | S34 | L1 | Z3 | N36 · N5 | wa · n |

| N5 | S34 | L1 | Z3 | N36 · N5 | F35 | L1 | Z3 |

| N5 | S34 | L1 | Z3 | N36 · N5 | F35 | L1 | Z3 |

| N5 | S34 | L1 | Z3 | N36 · N5 | F35 | L1 | Z3 |

| N5 | S34 | L1 | Z3 | N36 · N5 | F35 | L1 | Z3 |

| N5 | S34 | L1 | Z3 | N36 · N5 | F35 | L1 | Z3 |

| N5 | S34 | L1 | Z3 | N36 · N5 | F35 | L1 | Z3 |

| N5 | S34 | L1 | Z3 | N36 · N5 | F35 | L1 | Z3 |

| N5 | S34 | L1 | Z3 | N36 · N5 | F35 | L1 | Z3 |

| N5 | S34 | L1 | Z3 | N36 · N5 | F35 | L1 | Z3 |

| N5 | S34 | L1 | Z3 | N36 · N5 | F35 | L1 | Z3 |

| N5 | S34 | L1 | Z3 | N36 · N5 | F35 | L1 | Z3 |

| N5 | S34 | L1 | Z3 | N36 · N5 | F35 | L1 | Z3 |

| N5 | S34 | L1 | Z3 | N36 · N5 | F35 | L1 | Z3 |

| N5 | S34 | L1 | Z3 | N36 · N5 | F35 | L1 | Z3 |

| N5 | S34 | L1 | Z3 | N36 · N5 | F35 | L1 | Z3 |

| N5 | S34 | L1 | Z3 | N36 · N5 | F35 | L1 | Z3 |

| N5 | z · U22 · D28 | D45 | L1 | Z3 |

| N5 | z · U22 · D28 | D45 | L1 | Z3 |

| N5 | z · U22 · D28 | D45 | L1 | Z3 |

| N5 | z · U22 · D28 | D45 | L1 | Z3 |

| N5 | z · U22 · D28 | D45 | L1 | Z3 |

| N5 | z · U22 · D28 | D45 | L1 | Z3 |

| N5 | z · U22 · D28 | D45 | L1 | Z3 |

| N5 | z · U22 · D28 | D45 | L1 | Z3 |

| N5 | z · U22 · D28 | D45 | L1 | Z3 |

| N5 | z · U22 · D28 | D45 | L1 | Z3 |

| N5 | z · U22 · D28 | D45 | L1 | Z3 |

| N5 | z · U22 · D28 | D45 | L1 | Z3 |

| N5 | z · U22 · D28 | D45 | L1 | Z3 |

| N5 | z · U22 · D28 | D45 | L1 | Z3 |

| N5 | z · U22 · D28 | D45 | L1 | Z3 |

| N5 | z · U22 · D28 | D45 | L1 | Z3 |

| i | t · n · N5 | F35 | F35 | F35 | F35 | N36 · wa | N5 · n |

| i | t · n · N5 | F35 | F35 | F35 | F35 | N36 · wa | N5 · n |

| i | t · n · N5 | F35 | F35 | F35 | F35 | N36 · wa | N5 · n |

| i | t · n · N5 | F35 | F35 | F35 | F35 | N36 · wa | N5 · n |

| i | t · n · N5 | F35 | F35 | F35 | F35 | N36 · wa | N5 · n |

| i | t · n · N5 | F35 | F35 | F35 | F35 | N36 · wa | N5 · n |

| i | t · n · N5 | F35 | F35 | F35 | F35 | N36 · wa | N5 · n |

| i | t · n · N5 | F35 | F35 | F35 | F35 | N36 · wa | N5 · n |

| i | t · n · N5 | F35 | F35 | F35 | F35 | N36 · wa | N5 · n |

| i | t · n · N5 | F35 | F35 | F35 | F35 | N36 · wa | N5 · n |

| i | t · n · N5 | F35 | F35 | F35 | F35 | N36 · wa | N5 · n |

| i | t · n · N5 | F35 | F35 | F35 | F35 | N36 · wa | N5 · n |

| i | t · n · N5 | F35 | F35 | F35 | F35 | N36 · wa | N5 · n |

| i | t · n · N5 | F35 | F35 | F35 | F35 | N36 · wa | N5 · n |

| i | t · n · N5 | F35 | F35 | F35 | F35 | N36 · wa | N5 · n |

| i | t · n · N5 | F35 | F35 | F35 | F35 | N36 · wa | N5 · n |

| i | t · n · N5 | F35 | F35 | F35 | F35 | G25 | Aa1 | \| \| | N5 · Z1 · N36 · n |
|   |            |     |     |     |     |     |     |       |                   |

|  |

| i | t · n · N5 | F35 | F35 | F35 | F35 | G25 | Aa1 | \| \| | N5 · Z1 · N36 · n |
|   |            |     |     |     |     |     |     |       |                   |

|  |

| i | t · n · N5 | F35 | F35 | F35 | F35 | G25 | Aa1 | \| \| | N5 · Z1 · N36 · n |
|   |            |     |     |     |     |     |     |       |                   |

|  |

| i | t · n · N5 | F35 | F35 | F35 | F35 | G25 | Aa1 | \| \| | N5 · Z1 · N36 · n |
|   |            |     |     |     |     |     |     |       |                   |

|  |

| i | t · n · N5 | F35 | F35 | F35 | F35 | G25 | Aa1 | \| \| | N5 · Z1 · N36 · n |
|   |            |     |     |     |     |     |     |       |                   |

|  |

| i | t · n · N5 | F35 | F35 | F35 | F35 | G25 | Aa1 | \| \| | N5 · Z1 · N36 · n |
|   |            |     |     |     |     |     |     |       |                   |

|  |

| i | t · n · N5 | F35 | F35 | F35 | F35 | G25 | Aa1 | \| \| | N5 · Z1 · N36 · n |
|   |            |     |     |     |     |     |     |       |                   |

|  |

| i | t · n · N5 | F35 | F35 | F35 | F35 | G25 | Aa1 | \| \| | N5 · Z1 · N36 · n |
|   |            |     |     |     |     |     |     |       |                   |

|  |

| i | t · n · N5 | F35 | F35 | F35 | F35 | G25 | Aa1 | \| \| | N5 · Z1 · N36 · n |
|   |            |     |     |     |     |     |     |       |                   |

|  |

| i | t · n · N5 | F35 | F35 | F35 | F35 | G25 | Aa1 | \| \| | N5 · Z1 · N36 · n |
|   |            |     |     |     |     |     |     |       |                   |

|  |

| i | t · n · N5 | F35 | F35 | F35 | F35 | G25 | Aa1 | \| \| | N5 · Z1 · N36 · n |
|   |            |     |     |     |     |     |     |       |                   |

|  |

| i | t · n · N5 | F35 | F35 | F35 | F35 | G25 | Aa1 | \| \| | N5 · Z1 · N36 · n |
|   |            |     |     |     |     |     |     |       |                   |

|  |

| i | t · n · N5 | F35 | F35 | F35 | F35 | G25 | Aa1 | \| \| | N5 · Z1 · N36 · n |
|   |            |     |     |     |     |     |     |       |                   |

|  |

| i | t · n · N5 | F35 | F35 | F35 | F35 | G25 | Aa1 | \| \| | N5 · Z1 · N36 · n |
|   |            |     |     |     |     |     |     |       |                   |

|  |

| i | t · n · N5 | F35 | F35 | F35 | F35 | G25 | Aa1 | \| \| | N5 · Z1 · N36 · n |
|   |            |     |     |     |     |     |     |       |                   |

|  |

| i | t · n · N5 | F35 | F35 | F35 | F35 | G25 | Aa1 | \| \| | N5 · Z1 · N36 · n |
|   |            |     |     |     |     |     |     |       |                   |

|  |